# Вагонул (Арад)
Футбольний клуб «Вагонул» Арад (рум. Vagonul Arad) — колишній румунський футбольний клуб з Арада, що існував у 1911—2006 роках.

## Досягнення
- Ліга I
  - Віце-чемпіон: 1935–36
- Ліга II
  - Чемпіон: 1967–68
  - Віце-чемпіон: 1946–47
- Ліга III
  - Чемпіон: 1956, 1963–64, 1971–72, 1979–80, 1988–89
  - Віце-чемпіон: 1986–87, 1987–88, 2000–01.